# Nicotiana glutinosa
Nicotiana glutinosa är en potatisväxtart som beskrevs av Carl von Linné. Nicotiana glutinosa ingår i släktet tobak, och familjen potatisväxter. Inga underarter finns listade i Catalogue of Life.

## Bildgalleri

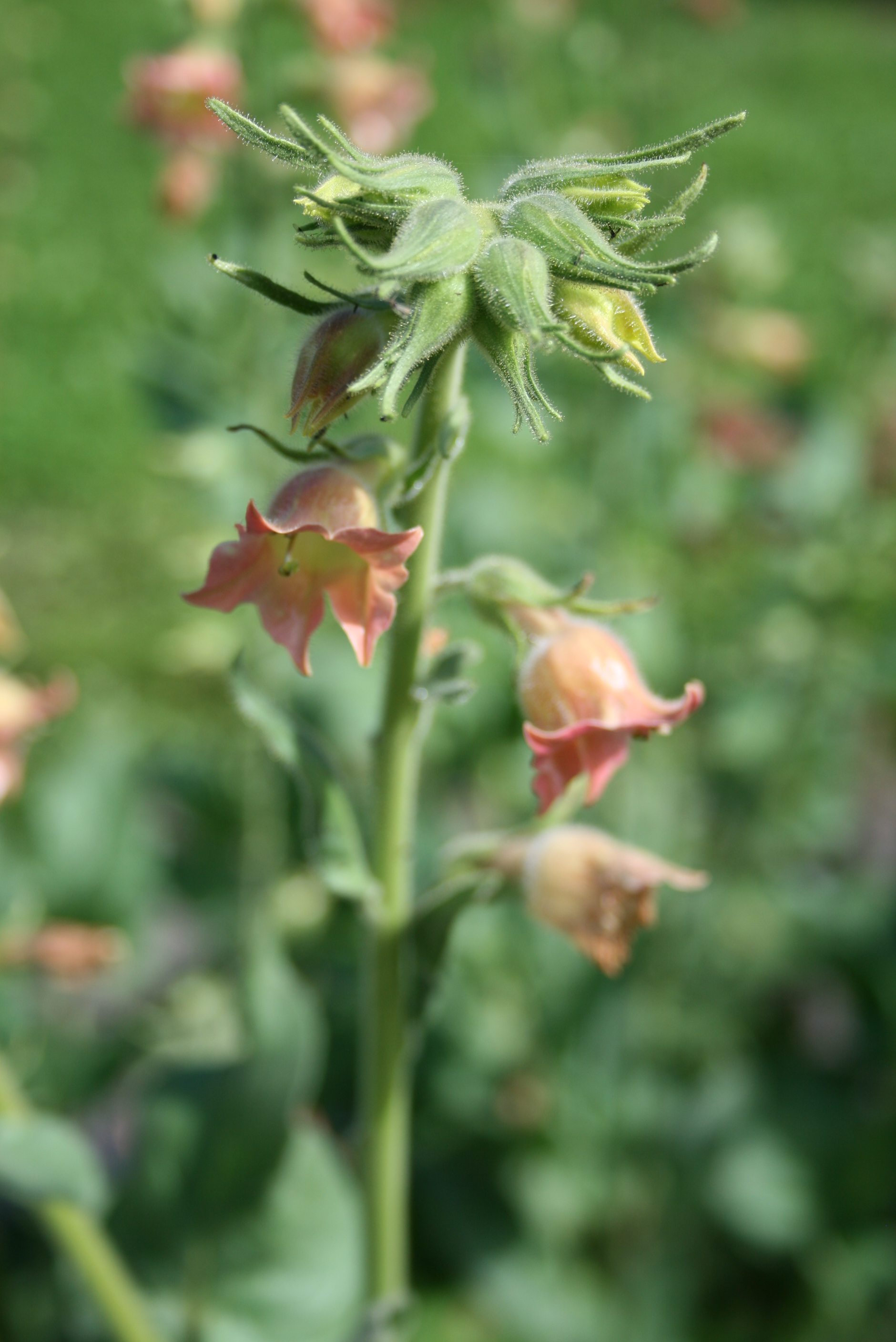